# О! (мобильный оператор)
О! (владелец ООО «НУР Телеком») — оператор мобильной связи в Кыргызстане, осуществляющий услуги мобильной связи в стандарте 2G, 3G, 4G и 4G LTE

## История создания
Оператор связи и торговая марка «О!» появились в результате борьбы за первого оператора связи Кыргызстана в стандарте GSM «Бител» между «Вымпелкомом» (торговая марка «Билайн») и МТС, что было спровоцировано продажей «Бител» через подконтрольную фирму сыном бывшего президента Кыргызстана Аскара Акаева — Айдаром Акаевым (её фактическим владельцем) оффшорной фирме, представляющей интересы «Вымпелкома». Но после перечисления денег на счёт фирмы Айдара Акаева тот отказался передавать управление «Вымпелкому». После свержения в марте 2005 г. президента Аскара Акаева Айдар Акаев продал «Бител» казахскому бизнесмену, а тот осенью того же года перепродал компанию уже МТС. Но Верховный суд Кыргызской Республики признал права владения за «Вымпелком», затем был осуществлён силовой захват имущества «Битела». В результате всех последующих действий, в которых принимал активное участие Максим Бакиев, сын следующего президента Кыргызстана Курманбека Бакиева, «Бител» разделился на две части: одна из них контролируется ООО «Скай мобайл» (в настоящее время принадлежит «Вымпелком» под торговой маркой «Билайн»), другая передаётся ООО «НУР Телеком» (владелец — холдинг «Visor Capital») и регистрируется под новой торговой маркой «О!».. Мажоритарным владельцем Visor Capital является казахский предприниматель Айдан Карибжанов, занявший в 2018 году 25 место в рейтинге Forbes среди самых богатых бизнесменов Казахстана. В 2022 году оператор одним из первых провел тесты сети 5G на территории Бишкека. Позднее тесты провели и в городе Ош.
Первоначально в зону охвата «О!» входили лишь Бишкек и Чуйская область.